# Fissidens subelimbatus
Fissidens subelimbatus är en bladmossart som beskrevs av Brotherus och Potier de la Varde in Potier de la Varde 1925. Fissidens subelimbatus ingår i släktet fickmossor, och familjen Fissidentaceae. Inga underarter finns listade i Catalogue of Life.